# Parafia Świętych Apostołów Piotra i Pawła w Myszkowie
Parafia Świętych Apostołów Piotra i Pawła – rzymskokatolicka parafia znajdująca się w Myszkowie. Należy do dekanatu Myszków i archidiecezji częstochowskiej. Została utworzona w 1990 r. Kościół parafialny w budowie od 1998 r., konsekrowany 4 września 2011 r. przez abp Stanisława Nowaka.
Przy parafii swoją działalność prowadzą: Rada Budowy i Rozbudowy Kościoła, Parafialna Rada Duszpasterska, Akcja Katolicka, Katolickie Stowarzyszenie Młodzieży, Dzieci Maryi, Grupa Modlitewna Królowej Pokoju, Służba Liturgiczna: ministranci, lektorzy, Żywy Różaniec.